# Астродым (озеро)
Астродым — озеро в России, располагается на территории Карасукского района Новосибирской области.

## География и морфология
Озеро находится на южной окраине одноимённого посёлка, недалеко от нижнего течения реки Карасук, к востоку от озера Студёное. Площадь — 7,2 км², водосборная площадь — 8590 км². Средняя глубина — 2 м, максимальная — 3 м. Общая минерализация воды — 2,7 г/л. Преобладают песок с илом и детритом.

## Флора и фауна
Биомасса зоопланктона составляет 1,1±0,2 г/м³, зообентоса 0,48±0,1 г/м³. В озере встречается 28 видов макробеспозвоночных. Уровень развития сообществ донных беспозвоночных — средний. Среди зоопланктона наиболее многочисленны представители типа коловраток F. terminalis и B. variabilis. Среди хирономид основную часть биомассы составляют личинки хирономусов. На пролётах встречаются гусеобразные птицы. Распространены синтаксоны союза Cladophorion fractae, среди которых доминирует Cladophora fracta, встречаются сообщества с наядой морской и штукенией крупноплодной, на мелководье произрастает тростник.

## Данные
По данным государственного водного реестра России и геоинформационной системы водохозяйственного районирования территории РФ, подготовленной Федеральным агентством водных ресурсов:
- Бассейновый округ — Верхнеобский;
- Речной бассейн — бессточная область междуречья Оби и Иртыша;
- Водохозяйственный участок — бассейн оз. Тополиное и р. Бурла[4].

Код объекта в государственном водном реестре — 13020000411115200008308.
Код в Государственном каталоге географических наименований — 0080438.